# Lošinj
Lošinj (italsky Lussino, latinsky Apsorrus) je chorvatský ostrov, který se nachází v severní části Jaderského moře v Kvarnerském zálivu jihovýchodně od Istrie. Byl přirozeně spojen s větším ostrovem Cres úzkou šíjí (přístav Osor), která byla již v antice prokopána krátkým průplavem. Samotný Lošinj je v nejužším místě také prokopán, severně od města Mali Lošinj, které je hlavním střediskem ostrova.

## Geografie
Ostrov Lošinj má délku 33 km a šířku asi 2 až 4 km (v nejužším místě ani ne 100 m). Severní část je hornatá, v pohoří Osoršćica se nachází nejvyšší vrchol hora Televrina (588 m). V jižní části je nejvyšším bodem Grgošćak s nadmořskou výškou 243 metrů. Pobřeží je většinou skalnaté a poměrně členité. V okolí ostrova se nacházejí další menší ostrůvky (Ilovik, Susak, Unije a další).
Ostrovem prochází státní silnice D100, přivedená sem z Cresu.

## Ekonomika
Převážnou část hospodářského produktu ostrova tvoří příjmy z turistiky.

## Města a obce
- Ćunski
- Mali Lošinj
- Nerezine
- Sveti Jakov
- Veli Lošinj